# São Félix da Marinha
São Félix da Marinha é uma vila portuguesa sede da Freguesia de São Félix da Marinha do Município de Vila Nova de Gaia, freguesia com 9,00 km² de área e 13 560 habitantes (censo de 2021) tendo, assim, uma densidade populacional de 1 506,7 hab./km².
A povoação de São Félix da Marinha foi elevada à categoria de vila em 2001.

## Demografia
A população registada nos censos foi:
| Distribuição da População por Grupos Etários | Distribuição da População por Grupos Etários | Distribuição da População por Grupos Etários | Distribuição da População por Grupos Etários | Distribuição da População por Grupos Etários |
| -------------------------------------------- | -------------------------------------------- | -------------------------------------------- | -------------------------------------------- | -------------------------------------------- |
| Ano                                          | 0-14 Anos                                    | 15-24 Anos                                   | 25-64 Anos                                   | > 65 Anos                                    |
| 2001                                         | 1864                                         | 1550                                         | 6357                                         | 1400                                         |
| 2011                                         | 2057                                         | 1177                                         | 7587                                         | 1885                                         |
| 2021                                         | 1890                                         | 1366                                         | 7498                                         | 2806                                         |

## Geografia
São Félix da Marinha é uma freguesia litoral situada no extremo sul do Distrito do Porto e do Município de Vila Nova de Gaia, ao qual pertence, confrontando a norte com Arcozelo, a nascente com Serzedo e Grijó, a sul com Anta, Guetim e Espinho e a poente com o oceano Atlântico.
A freguesia é constituída por onze lugares:
- Além do Rio
- Brito
- Espinho
- Forta
- Granja de Cima
- Juncal
- Matosinhos
- Mesura
- Moinhos
- Monte
- Praia da Granja

## Património
- Igreja de São Félix (matriz)
- Estação ferroviária da Granja
- Capelas de Nossa Senhora da Soledade, de Santa Cruz, de São Tomé, de São Vicente e da Senhora das Necessidades
- Trecho da orla marítima
- Quinta do Alferes com capela
- Casa da Reitoria
- Edifício Sede da Prégaia

## Personalidades
Nesta freguesia, vive, numa casa apalaçada, Joaquim Domingos Capela, um construtor de instrumentos musicais, nomeadamente violinos, violetas, violoncelos, guitarras portuguesas, violas dedilhadas, bandolins, bandoletas, bandolas, bandoloncelos e alaúdes, nascido em 3 de Dezembro de 1934 na freguesia de Anta-Espinho, filho de Domingos Ferreira Capela. Tem hoje instrumentos por si construídos no Museu da Música-Lisboa, na Casa Museu Amália Rodrigues-Lisboa, no Museu de Cremona-Itália e no Museu da Royal Academy of Music-Londres.
Nesta freguesia nasceu ainda, José Santiago, várias vezes vencedor do Prémio Montanha da Volta a Portugal em Bicicleta.